# Wolfgang (Fürstenberg)

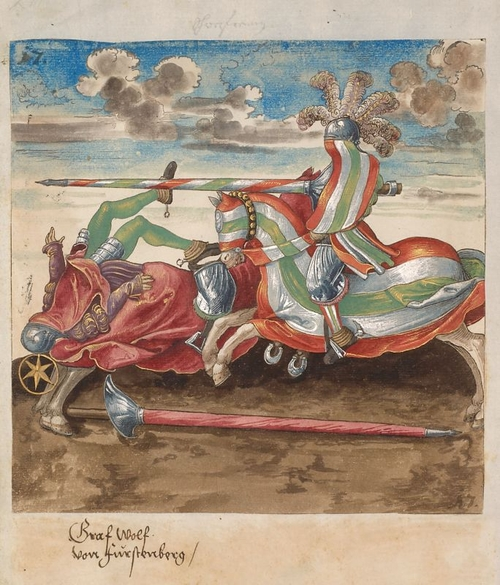
„Antzogen-Rennen“ zwischen „Graf Wolf von Fürstenberg“ – so die Bildunterschrift – (links) und dem König und späteren Kaiser Maximilian I. (rechts). Miniatur aus dem Turnierbuch Freydal (ca. 1512–1515), in dem Wolfgang auf vier Bildern erscheint (fol. 017 [hier gezeigt], 058, 113, 143).

Wolfgang (* 1. oder 3. April 1465; † 31. Dezember 1509 auf Schloss Ortenberg) war von 1484 bis zu seinem Tod Graf von Fürstenberg, außerdem Landgraf von der Baar, Herr zu Wolfach, Haslach und Hausach. Er stand in enger Beziehung zu den württembergischen Herrschern sowie dem Haus Habsburg und gehörte dadurch zu den einflussreichsten Männern seiner Zeit im Südwesten Deutschlands. Außerdem konnte er in seiner Regierungszeit das ursprünglich stark zersplitterte Territorium Fürstenberg bedeutend erweitern und eine zusammenhängende Landesherrschaft aufbauen. Durch diese beiden Entwicklungen fand in seiner Regierungszeit der Eintritt der Grafschaft in die eigentliche Reichspolitik statt.

## Leben und Regierung

### Regierungsantritt und Aufstieg
Wolfgang von Fürstenberg entstammte der Hauptlinie der Familie Fürstenberg und war Sohn des von 1441 bis 1484 regierenden Grafen Konrad und der Gräfin Kunigund von Maetsch. Nach dem Tod seines Vaters am 24. April 1484 traten Wolfgang und sein Bruder Heinrich VII. gemeinsam die Regierung an.
1485 stand Wolfgang im Dienste des Kurfürsten Philipp von der Pfalz, im Jahr darauf schlug ihn Erzherzog Maximilian I. von Österreich vor seiner Königskrönung in Aachen am 5. April zum Ritter. Ab 1489 diente Wolfgang von Fürstenberg den württembergischen Herrschern auf verschiedene Weise, stieg aber gleichzeitig auch in die Reichspolitik ein: 1490 nahm er an der Belagerung des ungarisch besetzten Wien durch Maximilian teil, am 30. August 1492 (nach anderen Angaben erst 1497) wurde er gegen eine Besoldung von 200 Gulden jährlich dessen Rat und stieg damit in Regierungspositionen auf. Um 1500 ernannte Maximilian Wolfgang zum „königlichen Rat und Kämmerer“. Mit der engen (auch persönlichen) Bindung an die Habsburger setzte dieser eine Tradition seiner Familie fort.
1497 wurde er mit Erlaubnis Maximilians zum württembergischen Landhofmeister ernannt. Als solcher stand er dem von Herzog Eberhard I. gegründeten zwölfköpfigen Regentschaftsrat vor, der nach dem Tod des Landesherrschers 1496 die Regierungsgeschäfte für dessen Nachfolger Eberhard II. übernahm, da dieser aufgrund seines „ungeregelten Lebenswandels“ für regierungsunfähig angesehenen wurde. Kurz darauf wurde der junge Herzog gestürzt; im Mai 1498 übertrug Maximilian dem minderjährigen Grafen Ulrich von Württemberg das Land, sodass Wolfgang und der Regentschaftsrat weiterhin die Regierungsgeschäfte führten.

### Befehlshaber im Schwabenkrieg
Im Schwabenkrieg gegen die Eidgenossenschaft wurde Wolfgang von Fürstenberg zunächst Anfang 1499 zum Oberbefehlshaber über die Württembergische Armee ernannt, die Ende Februar das von den Schweizern belagerte Engen entsetzte und sich mit den dort stationierten Truppen des Schwäbischen Bundes vereinigte. Mangels Unterstützung anderer deutscher Fürsten konnte sie jedoch nicht verhindern, dass die Schweizer den Hegau verwüsteten. Sie musste sich darauf beschränken, einige befestigte Orte zu verteidigen; lediglich am 23. Februar konnte bei Aach eine kleine Einheit der Eidgenossen geschlagen werden. Am 8. März wurde Wolfgang von Fürstenberg auf einem Bundestag des Schwäbischen Bundes in Überlingen zum obersten Feldhauptmann, also zum Oberbefehlshaber des Bundesheers ernannt; ihm wurden acht Kriegsräte zugewiesen. Als solcher unternahm er am 14. März einen Aufklärungsfeldzug nach Schaffhausen und griff am 4. April Neunkirch und Hallau an.

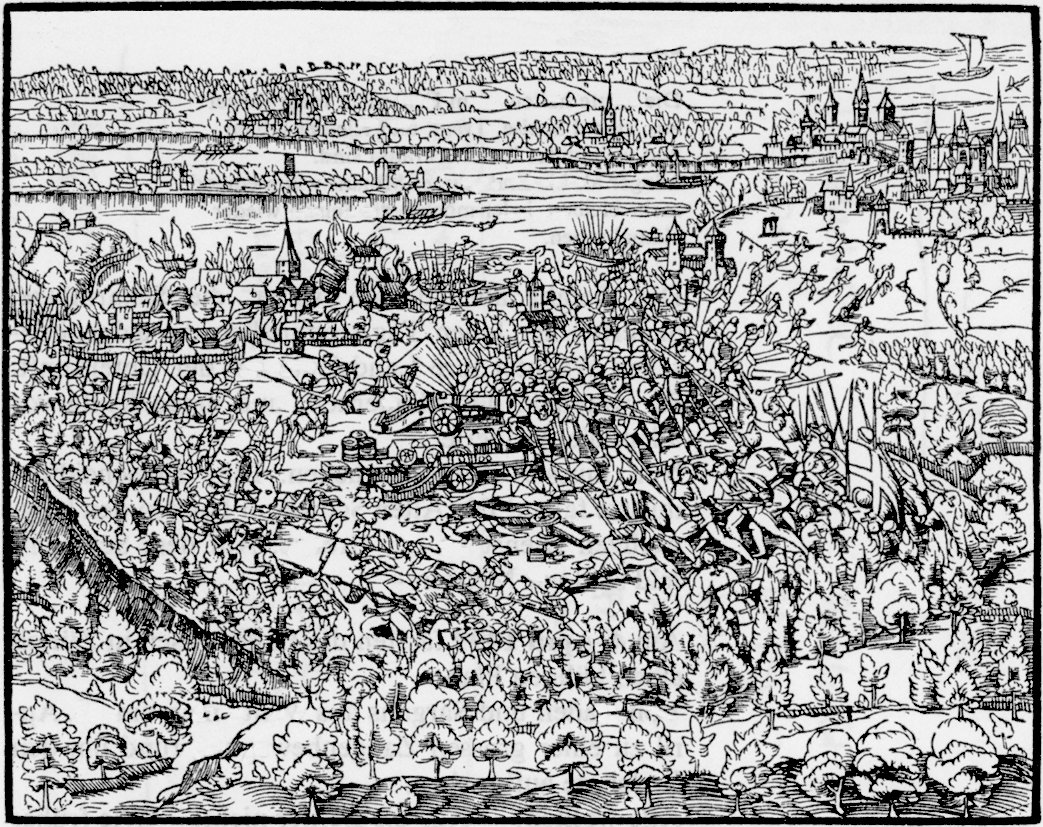
Darstellung der Schlacht bei Schwaderloh aus der Chronik des Johannes Stumpf

Am 10. April begann er mit einem Fähnlein (400 bis 600 Mann) Reisigern und ungefähr zehnmal so vielen Fußsoldaten eine Kampagne in den Thurgau, bei der am folgenden Tag die drei Dörfer Triboltingen, Ermatingen und Mannenbach erobert wurden. Als das Heer jedoch nach einer gründlichen Plünderung mit zwei erbeuteten Kanonen nach Konstanz zurückkehrte, wurde seine rechte Flanke von den Eidgenossen angegriffen. Die nun folgende Schlacht bei Schwaderloh kostete die Schwaben 1300 Mann, die Schweizer etwa 100: Das alkoholisierte und mit reicher Beute beladene Fußvolk Wolfgangs floh panisch, während sich die Kavallerie unter dem Grafen selbst gegen die Spießträger zu verteidigen hatte und dabei der Überlieferung zufolge große Tapferkeit bewies. Nach dieser Niederlage wurden die restlichen Truppen in den Hegau zurückgeführt. Ein zweiter Einfall der Eidgenossen konnte durch die schnelle Beschaffung von Verstärkung zurückgeschlagen und die Belagerung des Ortes Stockach im Hegau von außen beendet werden.
Wolfgangs Bruder Heinrich, der am 24. April von Maximilian zum obersten Feldhauptmann der vorderösterreichischen Lande, also zu seinem Kollegen ernannt wurde, kam bereits am 22. Juli in der Schlacht bei Dornach ums Leben. In dieser Zeit ist von Wolfgang keine größere Kriegshandlung mehr bekannt. Maximilian selbst war mittlerweile im Kriegsgebiet eingetroffen und führte selbst einige Angriffe, während sich der Schwäbische Bund aus Angst vor schweizerischen Offensiven auf reine Verteidigungsmaßnahmen konzentrierte und den König nicht unterstützte.

### Letzte Jahre
Graf Wolfgang und König Maximilian versuchten mehrfach, von den Schweizern die Herausgabe des Leichnams des gefallenen Heinrich zu erwirken, blieben jedoch erfolglos. Da nun das Erbe des Verstorbenen an seinen Bruder fiel, wurde dieser Alleinherrscher in der gesamten Grafschaft. Im August 1499 sowie in den Jahren 1504 bis 1506 war Maximilian mehrfach zu Besprechungen bei ihm zu Gast. Am 4. August 1501 erhielt Wolfgang von ihm den Auftrag, nach Beendigung des vorderösterreichischen Landtags mit zwölf gerüsteten Pferden zu ihm zu kommen.
1502 wurde Wolfgang von Fürstenberg für einen Sold von 1600 Gulden „Oberster Hauptmann und Landvogt in den vorderen Landen, im Elsaß, Sundgau, Breisgau, in den vier Städten am Rhein, im Schwarzwald und in allem, was dazu gehört“. Im gleichen Jahr ernannte ihn König Maximilian am 14. März als Nachfolger seines Bruders zum Hofmarschall. Da er sich dafür in Wien aufhalten musste, vertrat ihn als Landvogt sein Vorgänger in diesem Amt, Kaspar von Mörsberg. In seiner Funktion als Hofmarschall wurde Wolfgang 1503 als Diplomat zu Herzog Wilhelm von Jülich und Berg entsandt. Als württembergischer Landhofmeister trat er wohl mit Übernahme dieser Ämter zurück.
Als Maximilian 1504 im Landshuter Erbfolgekrieg über die pfälzischen Wittelsbacher siegte, war Wolfgang dessen Gesandter bei den Friedensverhandlungen mit seinem früheren Dienstherrn Kurfürst Philipp. Die pfälzische Hälfte der Landgrafschaft Ortenau wurde als eines der Ergebnisse von Maximilian konfisziert und als Reichspfandschaft an Wolfgang übertragen. Im Jahr darauf schloss dieser als Bevollmächtigter des Königs dessen Verteidigungsbündnis mit Christoph von Baden.
Beim 17. Ordenskapitel in Middelburg 1505 wurde Wolfgang der 118. Ritter des Ordens vom Goldenen Vlies. Im folgenden Jahr nahm er als Obersthofmeister, Berater und Befehlshaber einer Truppe von 1200 Soldaten an der Reise von Maximilians Sohn König Philipp I. von Kastilien in das konfliktreiche Spanien teil. Einem Brief an seine Frau zufolge habe Wolfgang bei einem verheerenden Sturm bei der Überfahrt im Gegensatz zu der Mannschaft und selbst dem König keine religiösen Gelübde zu Pilgerfahrten oder Stiftungen abgelegt, sondern sich ruhig und todesbereit Gott ergeben. Nach einem nur kurzen Aufenthalt in Spanien kehrte er jedoch im November – wohl zur Deeskalation der Situation auf der iberischen Halbinsel – wieder mit seinen Soldaten nach Deutschland zurück.
Anfang 1509 war er Kommissar Maximilians auf dem Landtag in Bozen mit den Tiroler Landständen. Einige Monate später begleitete er den Habsburger, der mittlerweile Kaiser geworden war, nach Italien in den Krieg der Liga von Cambrai. Bei der Belagerung von Padua erkrankte er im Spätsommer und wurde in einer Sänfte nach Deutschland gebracht, wo er an Silvester starb. Es kam das Gerücht auf, dass er in Spanien vergiftet worden sei und sein Tod durch eine sich lange hinschleppende Krankheit verursacht wurde; dafür gibt es jedoch keine Belege. Der Leichnam wurde auf die verschiedenen Herrschaftssitze der Grafschaft aufgeteilt: Wolfgangs Herz wurde in Wolfach, seine Eingeweide in Haslach und sein restlicher Körper im Kloster Neudingen begraben. Bis zur Volljährigkeit seines Sohnes Friedrich II. regierte Wolfgangs Frau Elisabeth die Grafschaft (wie vermutlich auch bereits während der langen Abwesenheit ihres Mannes in den Jahren zuvor).

## Innen- und Hausmachtspolitik

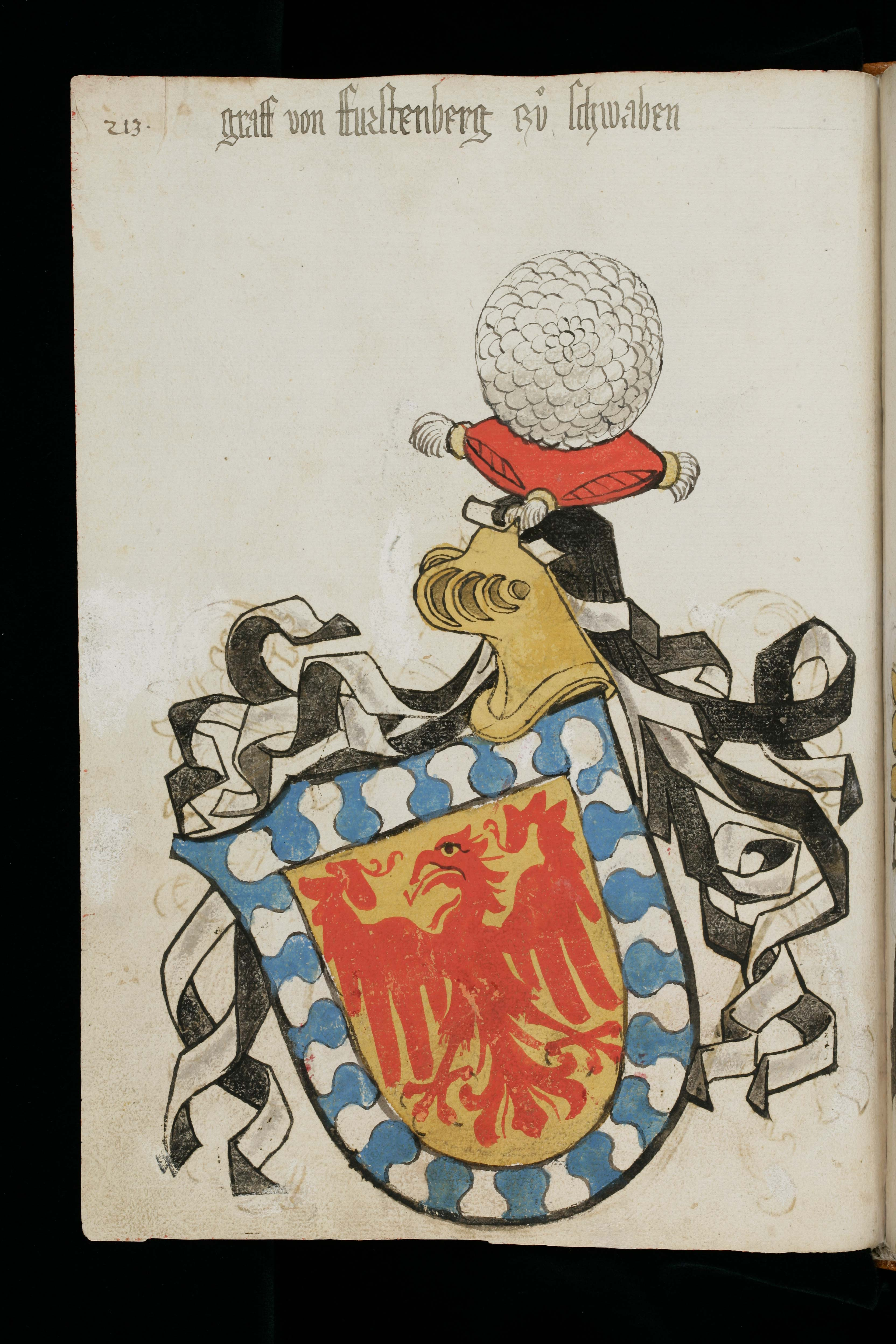
Wappen der Familie Fürstenberg im 15. Jahrhundert, Wappenbuch des St. Galler Abtes Ulrich Rösch

Als die Seitenlinie Fürstenberg-Wolfach mit dem Tod des Vetters Heinrich VI. am 30. November 1490 ausstarb, erbten die Brüder Wolfgang und Heinrich VII. den Hauptteil von dessen Besitzungen. 1491 teilten sie die Grafschaft. Wolfgang erhielt unter anderem das Kinzigtal, während das Zentrum von Heinrichs Gebiet die Baar war. Als letzterer 1499 ebenfalls starb, war das gesamte Territorium des Hauses Fürstenberg wieder vereinigt.
Auch darüber hinaus konnte Graf Wolfgang die Grafschaft erweitern: 1488 kauften sein Bruder und er von der Witwe Barbara von Habsberg und ihren Söhnen Ulrich und Diepolt Donaueschingen samt dem dortigen Schloss, später Residenz der Familie Fürstenberg. 1492 löste Maximilian jedoch die Reichspfandschaft Bräunlingen ein, sodass diese Stadt der Grafschaft verloren ging.
Da Gangolf von Geroldseck in enormen finanziellen Schwierigkeiten steckte, verkaufte er Wolfgang von Fürstenberg zahlreiche seiner Besitztümer, die dessen Territorium bedeutend vergrößerten (folgende Darstellung ist leicht vereinfacht). 1488 begann dies mit den Besitzungen Gangolfs im Kinzigtal, 1490 folgte für 1500 Gulden die Herrschaft Romberg. 1498 verpfändete er Wolfgang für 1400 Gulden die Herrschaft Schenkenzell (von der bereits in den Jahren zuvor einzelne Teile an die Brüder Fürstenberg verpfändet worden waren), 1500 verkaufte er dem Grafen für 920 Gulden auch die Schenkenburg und die Schirmvogtei Wittichen. Sechs Jahre später verzichtete Gangolf für weitere 300 Gulden auf sein Wiederlösungsrecht.
Bei der Landesteilung 1491 wurde das Familienfideikommiss des Hauses begründet: Nur mit Zustimmung der männlichen Verwandten (Agnaten) sollten Besitztümer der Familie verkauft werden. 1500 bekam Wolfgang von Fürstenberg von König Maximilian als besonderes Privileg das Münzrecht verliehen.

## Kulturelles Interesse
In zehn Handschriften und Inkunabeln aus Donaueschingen befindet sich der Hinweis „Dis buch ist Wolffgang grauff zu Fürstenberg“. Neben einer allgemeinen literarischen Bildung lässt die thematische Ausrichtung der Bücher auch das vielfältige Interesse des Grafen erkennen: Einerseits Schriften zur Naturkunde im weitesten Sinne wie das „Deutsche salernitanische Arzneibuch“, andererseits mythologische, historische und unterhaltende Literatur wie das „Buch von Troja“, die Konstanzer Konzilschronik und die Christherre-Chronik sowie die belehrenden Werke „De mulieribus claris“ des Humanisten Giovanni Boccaccio (in deutscher Übersetzung von Heinrich Steinhöwel) und das „Buch der Beispiele der alten Weisen“ von Antonius von Pforr. Die beiden letztgenannten Werke waren zu einem Band zusammengebunden, der neben dem Besitzvermerk Wolfgangs auch den seiner Gemahlin Elisabeth enthält. Dies lässt im Zusammenhang mit der belehrenden Ausrichtung der Texte und dem Inhalt des Boccaccio-Werkes (Frauen des Altertums und des Mittelalters) vermuten, dass die Anschaffung von vorneherein für die Frau erfolgte.
Aus den genannten Büchern Wolfgangs entwickelte sich unter seinen Nachfolgern eine stattliche Literatursammlung, aus der wiederum die Fürstlich Fürstenbergische Hofbibliothek hervorging.

## Nachkommen
1488 heiratete Wolfgang von Fürstenberg Elisabeth Gräfin von Solms-Braunfels (* 21. Oktober 1469; † 24. August 1540), Tochter von Otto II. von Solms-Braunfels (1426–1504) und Anna von Nassau-Wiesbaden (1442–1480). Sie hatten sechs Kinder:
- Margaretha (* 1. Juli 1489; † 10. August 1571); ⚭ 1502 Hans Jacob Freiherr von Mörsberg und Belfort
- Wilhelm (* 7. Januar 1491; † 21. August 1549); ⚭ 1506 Bona[16] († 19. Mai 1515), Tochter von Claude von Neuchâtel und Bonne von Bolchen
- Friedrich II. (* 19. Juni 1496; † 7.[17] oder 8.[2] März 1559); Nachfolger Wolfgangs; ⚭ 1516 Anna Gräfin von Werdenberg-Heiligenberg (* ca. 1498; † 1554), Tochter von Christoph von Werdenberg-Heiligenberg und Eleonora Gonzaga
- Beatrix (* 15. Februar 1499); 1514 Nonne im Kloster Neudingen
- Clara Anna (* 3. August 1501; † ca. 24. August[2] 1550); Nonne im Kloster Neudingen, Chorfrau im Damenstift Buchau
- Anna Alexandria (laut Becke-Klüchtzner „Anna Alexandra“[17]; * 18. Februar 1504; † 11. Mai 1581 in Rappoltsweiler); ⚭ 1522 Ulrich Freiherr von Rappoltstein (* 1495; † 25. Juli 1531)